# 켈리 모린 오하라
켈리 모린 오하라(영어: Kelley Maureen O'Hara, 1988년 8월 4일 ~ )는 미국의 여자 축구 선수로, 현재 미국 내셔널 위민스 사커 리그의 워싱턴 스피릿 FC에서 활동하고 있다. 포지션은 윙어이며, 공격수로도 뛸 수 있다.

## 클럽 경력
2006년부터 2009년까지 스탠퍼드 대학교 산하 여자 축구단인 스탠퍼드 카디널에서 공격수로 활약했으며 여러 시즌 동안에 걸쳐 스탠퍼드 카디널이 전미 대학 체육 협회(NCAA) 퍼스트 디비전 플레이오프에 진출하도록 도와주었다. 2009년에는 지난 1년 동안에 미국의 대학 여자 축구에서 가장 뛰어난 활약을 기록한 선수에게 수여하는 허먼 트로피를 수상했다.
2009년 여름에는 세미 프로 여자 축구단인 팰리 블루스에 입단했으며 6경기에 출전하여 4골을 기록했다. 2010년에는 미국 여자 프로 축구 드래프트를 통해 FC 골드 드라이브에 지명되었고 팀의 미국 여자 프로 축구 챔피언십 우승에 기여했다. 2010년 11월에 FC 골드 프라이드가 해체되면서 보스턴 브레이커스로 이적했다. 2013년 1월 11일에는 내셔널 위민스 사커 리그 소속 클럽인 스카이 블루 FC로 이적했고 2017년 12월 29일에는 유타 로열스 FC로 이적했다.

## 국가대표 경력
2005년부터 2009년까지 미국 여자 U-17, U-20, U-21, U-23 축구 국가대표팀 선수로 활동했으며 러시아에서 개최된 2006년 FIFA U-20 세계 여자 축구 선수권 대회에서는 미국이 4위를 차지하는 데에 기여했다. 콩고 민주 공화국과의 조별 예선 경기, 독일과의 8강전에서는 합계 2골을 기록했지만 아르헨티나와의 조별 예선 경기에서는 2번의 경고를 받아 퇴장당한 최초의 선수라는 불명예를 안기도 했다.
브라질 리우데자네이루에서 개최된 2007년 팬아메리칸 게임에서는 파라과이, 파나마, 멕시코와의 경기에서 합계 3골을 기록했지만 미국은 마르타 선수가 이끌던 브라질과의 결승전에서 0-5 패배를 기록하면서 은메달을 차지하게 된다. 2008년 2월에는 칠레에서 열린 U-20 여자 4개국 대회에 참가하면서 미국 여자 U-20 축구 국가대표팀에 복귀했다. 멕시코 푸에블라에서 개최된 2008년 CONCACAF U-20 여자 선수권 대회에서는 미국이 2008년 FIFA U-20 여자 월드컵 본선에 진출하는 데에 기여했지만 칠레에서 개최된 본선에는 대학 여자 축구 포스트 시즌에 집중하기 위해 참가하지 않았다.
2009년 12월에 소집된 미국 여자 축구 국가대표팀 훈련 캠프에 처음 참가했고 2010년 알가르브컵을 준비하기 위해 소집된 훈련 캠프에도 참가했다. 2010년 3월에 열린 멕시코와의 친선 경기에 교체 출전하면서 미국 여자 축구 국가대표팀 선수로 데뷔했다.
2011년 6월 1일에는 2011년 5월 14일에 열린 일본과의 친선 경기에서 부상으로 인해 2011년 FIFA 여자 월드컵 참가가 좌절된 린지 타플리의 대체 선수로 발탁되었는데 미국은 2011년 FIFA 여자 월드컵에서 준우승을 차지하게 된다. 2012년 런던 하계 올림픽에서는 미국의 올림픽 여자 축구 금메달에 기여했고 2015년 FIFA 여자 월드컵, 2019년 FIFA 여자 월드컵에서는 미국의 FIFA 여자 월드컵 우승에 기여했다.

## 수상

### 클럽
FC 골드 프라이드
- 미국 여자 프로 축구(WPS) 챔피언십 1회 우승 (2010)

### 국가대표
- 2011년 알가르브컵 우승
- 2011년 FIFA 여자 월드컵 준우승
- 2012년 런던 하계 올림픽 여자 축구 금메달
- 2013년 알가르브컵 우승
- 2014년 CONCACAF 여자 선수권 대회 우승
- 2015년 알가르브컵 우승
- 2015년 FIFA 여자 월드컵 우승
- 2016년 시빌리브스컵 우승
- 2018년 시빌리브스컵 우승
- 2018년 CONCACAF 여자 선수권 대회 우승
- 2019년 FIFA 여자 월드컵 우승

### 개인
- 퍼시픽-10 콘퍼런스(Pac-10 Conference) 퍼스트팀 3회 선정 (2006, 2007, 2009)
- 허먼 트로피 1회 수상 (2009)
- 전미 대학 체육 협회(NCAA) 올아메리칸 퍼스트팀 1회 선정 (2009)

## 같이 보기
- 올림픽 축구 메달리스트 목록